# CCCII
CCCII（中文資訊交換碼、Chinese Character Code of Information Interchange）は、中華民国（台湾）の符号化文字集合。ISO/IEC 2022準拠の94×94×94コードである。各文字を21212116 - 7E7E7E16で表す、3バイト（3×7ビット）コードである。
1980年に行政院文化建設委員会が制定した。最初の収録文字は5139文字だったが、その後、何度も追加・改定がなされ、1999年現在で73400文字が収録されている。（改定が矛盾しているなど混乱があるので、文献によって字数が異なることがある）
212B2116 - 212F7816に非漢字331字（部首214字を含む）、21302116  - 21633016に常用国字標準字体表4808字、21642116 - 26254316にそれ以外の漢字37615字が収録されている。
CCCIIでは6面をまとめて群と呼び（256面を群と呼ぶISO/IEC 10646とは異なる）、先に述べた符号位置は全て第1群（第1 - 第6面、21212116 - 267E7E16）に属する。第1群に収録されている漢字は伝統字である。第2群（第7 - 第12面、27212116 - 2C7E7E16）には、それぞれの伝統字の符号に06000016を足した符号位置に、対応する簡体字が収録されている。さらに第3～第16群に、それ以外の異字体が収録されている。そのため、第1群以外は、ごく一部しか文字が定義されていない。
CCCIIを使った文字符号化方式としては、EUCの1種のEUC-CCCII-FT（CCCII-FT内碼）がある。
台湾の他の文字コードであるBig5やCNS 11643と互換性は無い。